# Hemiphractus bubalus
Hemiphractus bubalus és una espècie de granota que es troba a Colòmbia, Equador i el Perú.